# Smodicum confusum
Smodicum confusum là một loài bọ cánh cứng trong họ Cerambycidae.